# 명당초등학교
명당초등학교는 대한민국 경기도 수원시 권선구에 있는 공립 초등학교이다.

## 학교 연혁
- 2000년 9월 30일: 개교
- 2014년 9월 1일: 임성부 교장 취임

## 참고 자료
- 명당초등학교 학교구강검진
- 명당초등학교 - 한국교육학술정보원 학교알리미